# Boissy-le-Repos
Boissy-le-Repos  là một xã thuộc tỉnh Marne trong vùng Grand Est đông nam nước Pháp. Xã nằm ở khu vực có độ cao trung bình 160 mét trên mực nước biển.